# Crèvecœur-sur-l’Escaut
Crèvecœur-sur-l’Escaut (niederländisch Crevecoor aan de Schelde) ist eine französische Gemeinde mit 717 Einwohnern (Stand: 1. Januar 2022) im Département Nord in der Region Hauts-de-France. Sie gehört zum Arrondissement Cambrai und zum Kanton Le Cateau-Cambrésis. Die Einwohner des Ortes werden Crépicordien(ne)s genannt.

## Geografie
Crèvecœur liegt an der Schelde (französisch: Escaut) und am parallel verlaufenden Canal de Saint-Quentin, acht Kilometer südlich von Cambrai und 30 Kilometer nördlich von Saint-Quentin. Nachbargemeinden sind Niergnies im Norden, Séranvillers-Forenville im Nordosten, Lesdain im Osten, Esnes im Südosten, Aubencheul-aux-Bois im Süden, Bantouzelle im Südwesten, Les Rues-des-Vignes im Westen und Rumilly-en-Cambrésis im Nordwesten.

## Bevölkerungsentwicklung
| Jahr                              | 1962 | 1968 | 1975 | 1982 | 1990 | 1999 | 2008 | 2020 |
| Einwohner                         | 623  | 638  | 626  | 647  | 644  | 643  | 689  | 741  |
| Quellen: Cassini, EHESS und INSEE |      |      |      |      |      |      |      |      |

## Sehenswürdigkeiten
- Kirche Saint-Martin
- Schleuse am Canal de Saint-Quentin

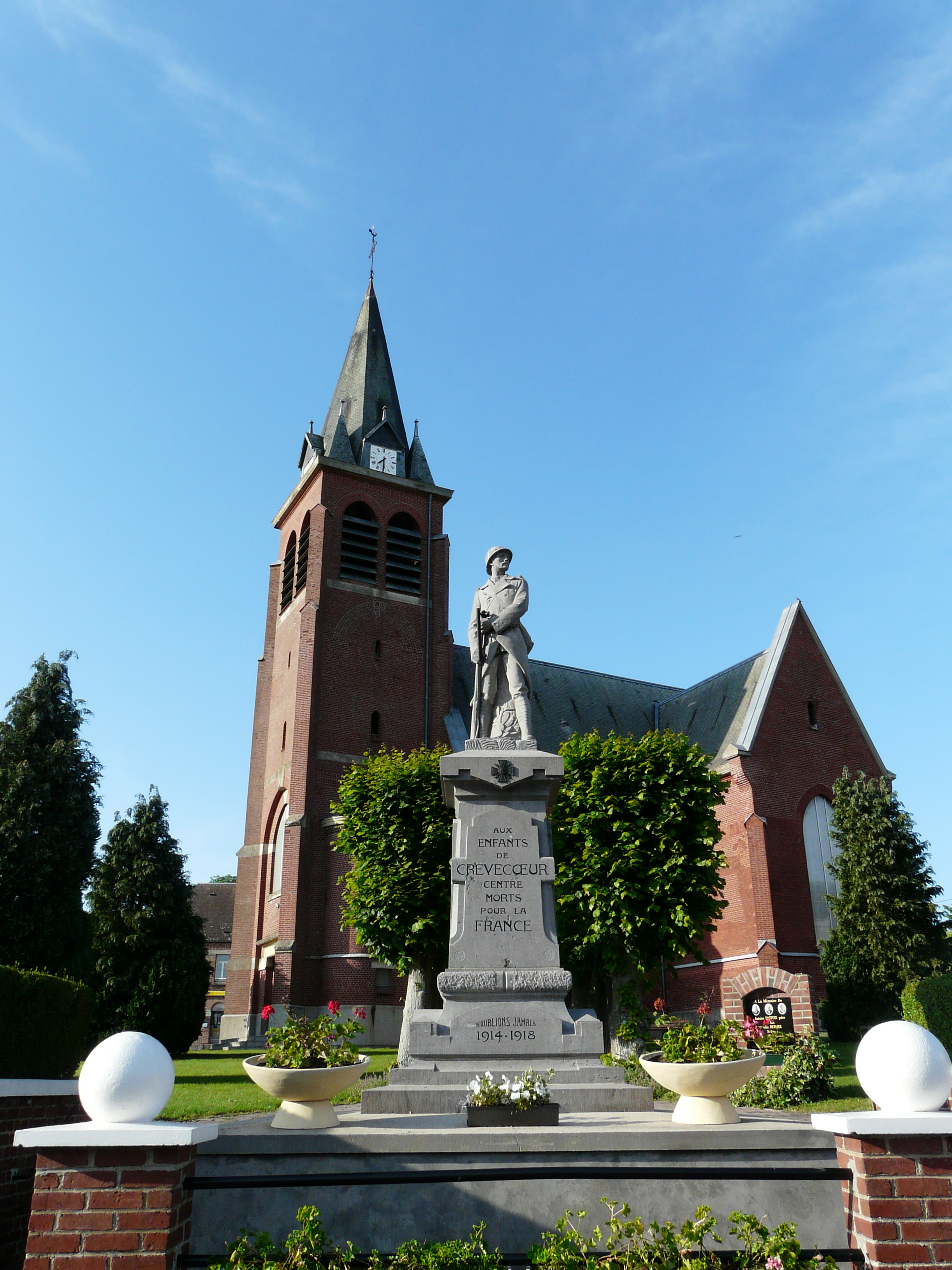
Kirche Saint-Martin
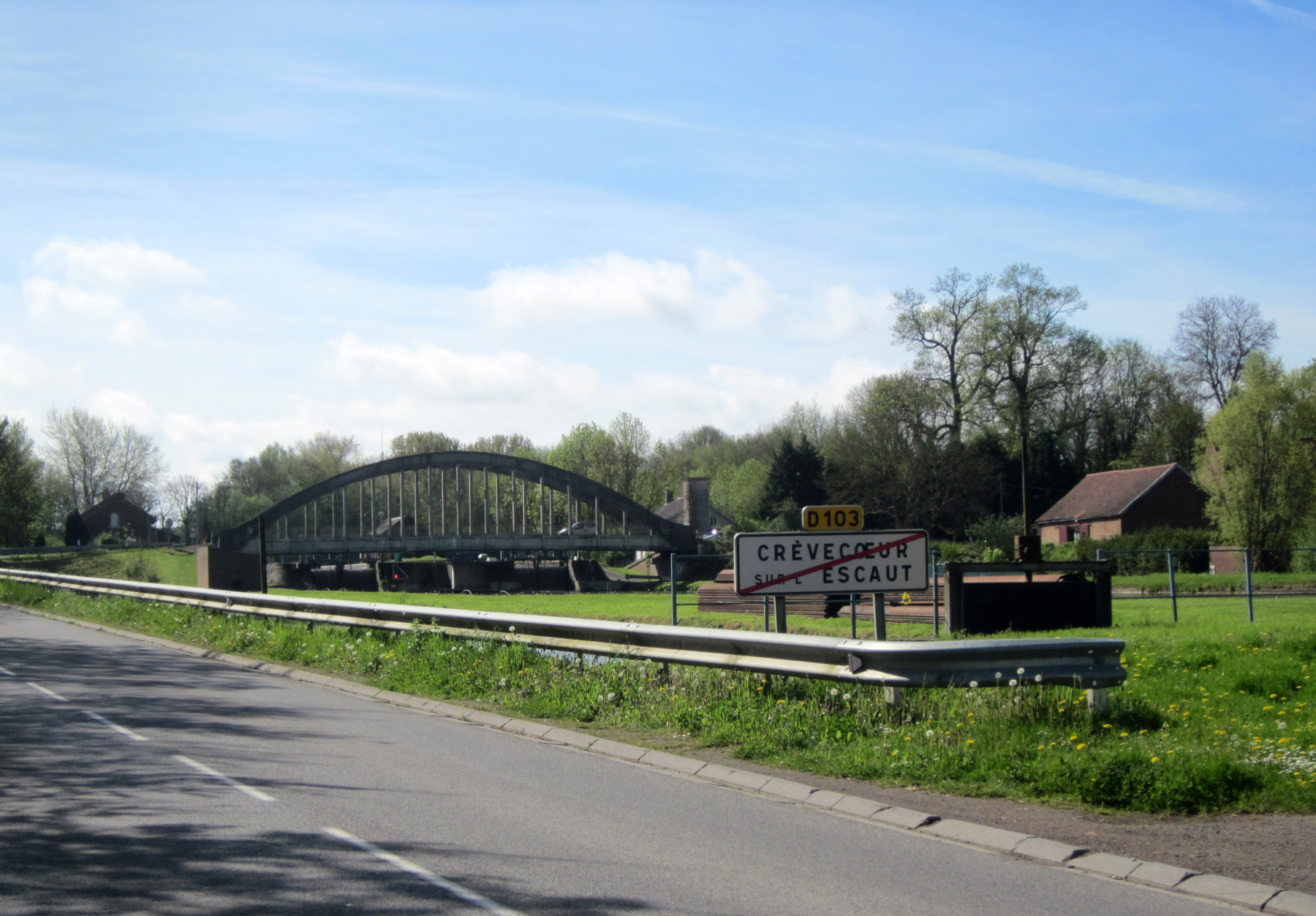
Schleuse am Canal de Saint-Quentin
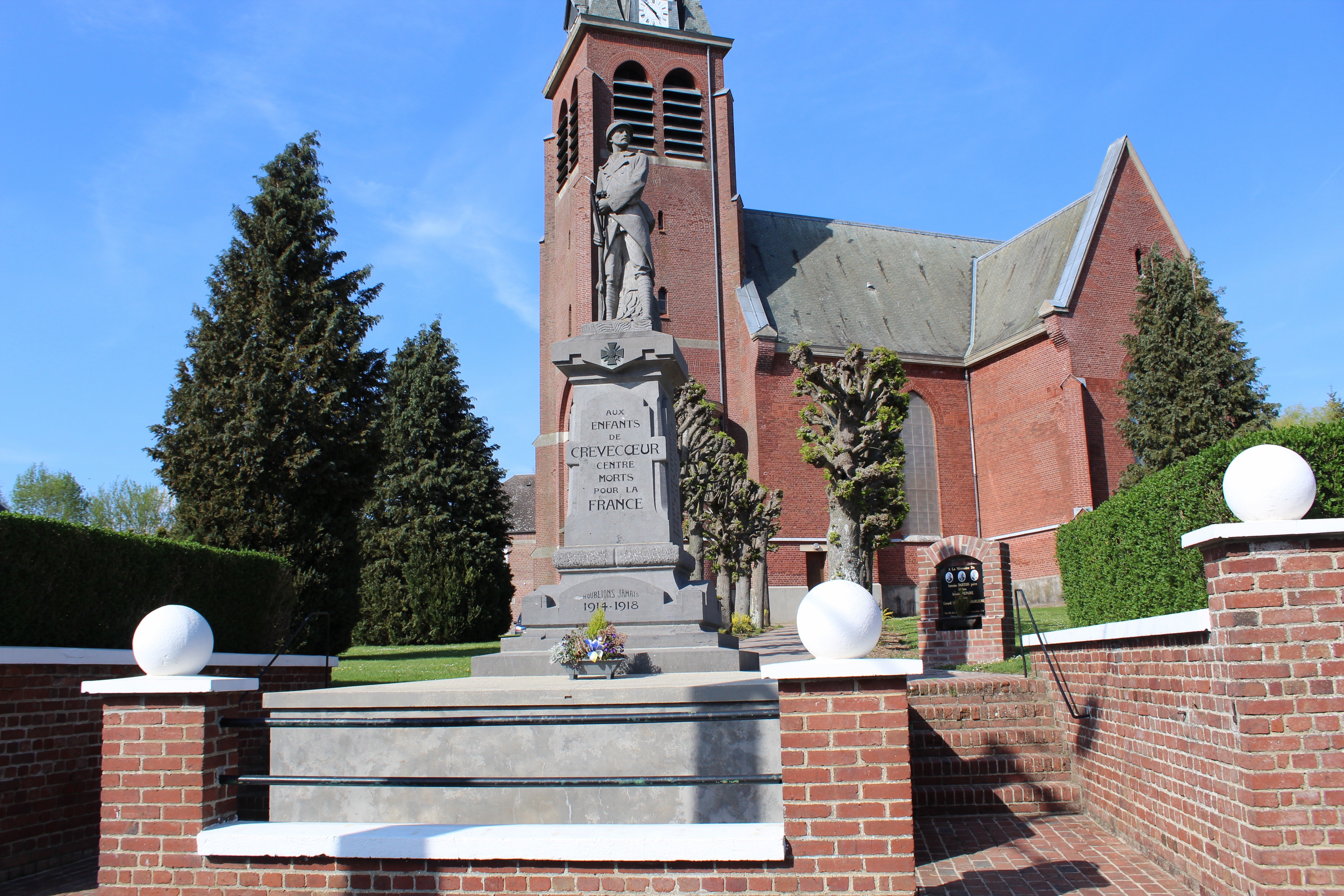
Gefallenendenkmal
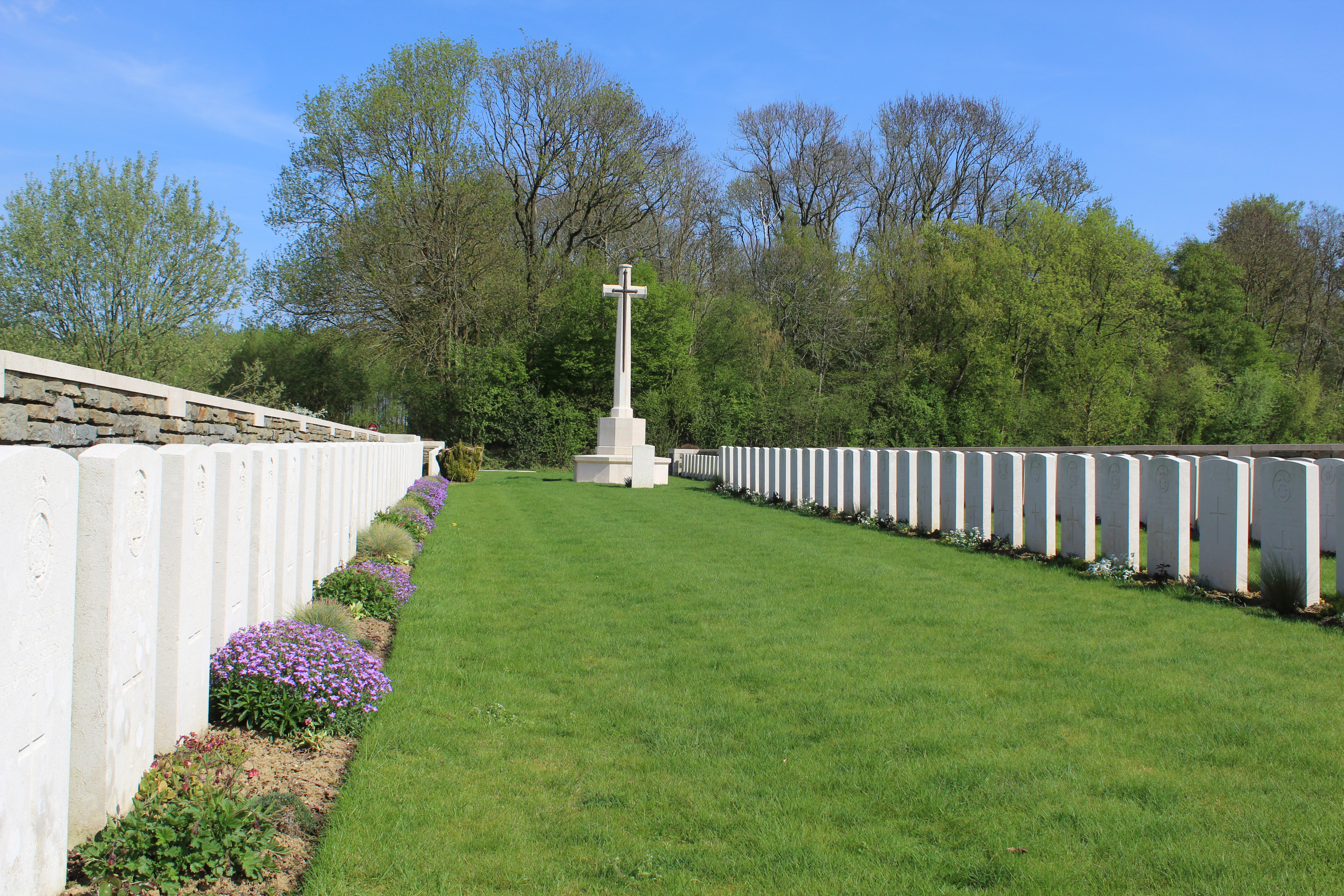
Britischer Soldatenfriedhof